# Giacomo Falgarona Vilanova
Giacomo Falgarona Vilanova C.M.F., in spagnolo Jaime Falgarona Vilanova (Argelaguer, 6 giugno 1912 – Barbastro, 18 agosto 1936), è stato un religioso spagnolo, martirizzato a Barbastro durante la Guerra civile spagnola e venerato come beato dalla Chiesa cattolica.

## Biografia
Nacque ad Argelaguer, un piccolo paese della provincia di Girona il 6 giugno 1912. Aveva buone qualità intellettuali, specialmente in matematica. Entrato in seminario compì gli studi umanistici e raggiunse Vic per la cerimonia di vestizione, dove - compiuto l'anno di noviziato - emise i voti il 15 agosto 1930. Continuò gli studi di filosofia e teologia a Cervera e Solsona (Spagna). Da Cervera spedisce l'unica lettera che ci è pervenuta. È una singolare descrizione della sua passione per la botanica, di cui spedisce alcuni semi ad amici, con dei suggerimenti per la coltivazione.
Il primo luglio 1936, insieme ad altri seminaristi arrivò a Barbastro dove avrebbe dovuto frequentare il quinto e ultimo anno di teologia che lo avrebbe condotto all'ordinazione presbiteriale. Aveva buone attitudini musicali ed era stato scelto per dirigere la corale del seminario.
il 20 luglio, quando i miliziani perquisirono il seminario e imprigionarono l'intera comunità, Giacomo era febbricitante in infermeria e fu portato all'ospedale del paese, insieme al compagno di studi Atanasio Vidaurreta Labra che ebbe un malore durante la perquisizione e al fratello coadiutore molto anziano Joaquín Muñoz.
Il 15 agosto venne dimesso e trasferito nel carcere municipale dove rimase due giorni.
Insieme ad altri prigionieri Giacomo è stato fucilato nelle prime ore del 18 agosto al terzo chilometro della strada che da Barbastro porta a Berbegal. I loro corpi sono stati gettati in una fossa comune.
Dopo la guerra i resti dei martiri furono riesumati e si possono venerare oggi nella cripta della casa museo a Barbastro. Nel 2013 è uscito un film sulla vicenda intitolato Un Dio vietato per la regia di Pablo Moreno.

## Culto

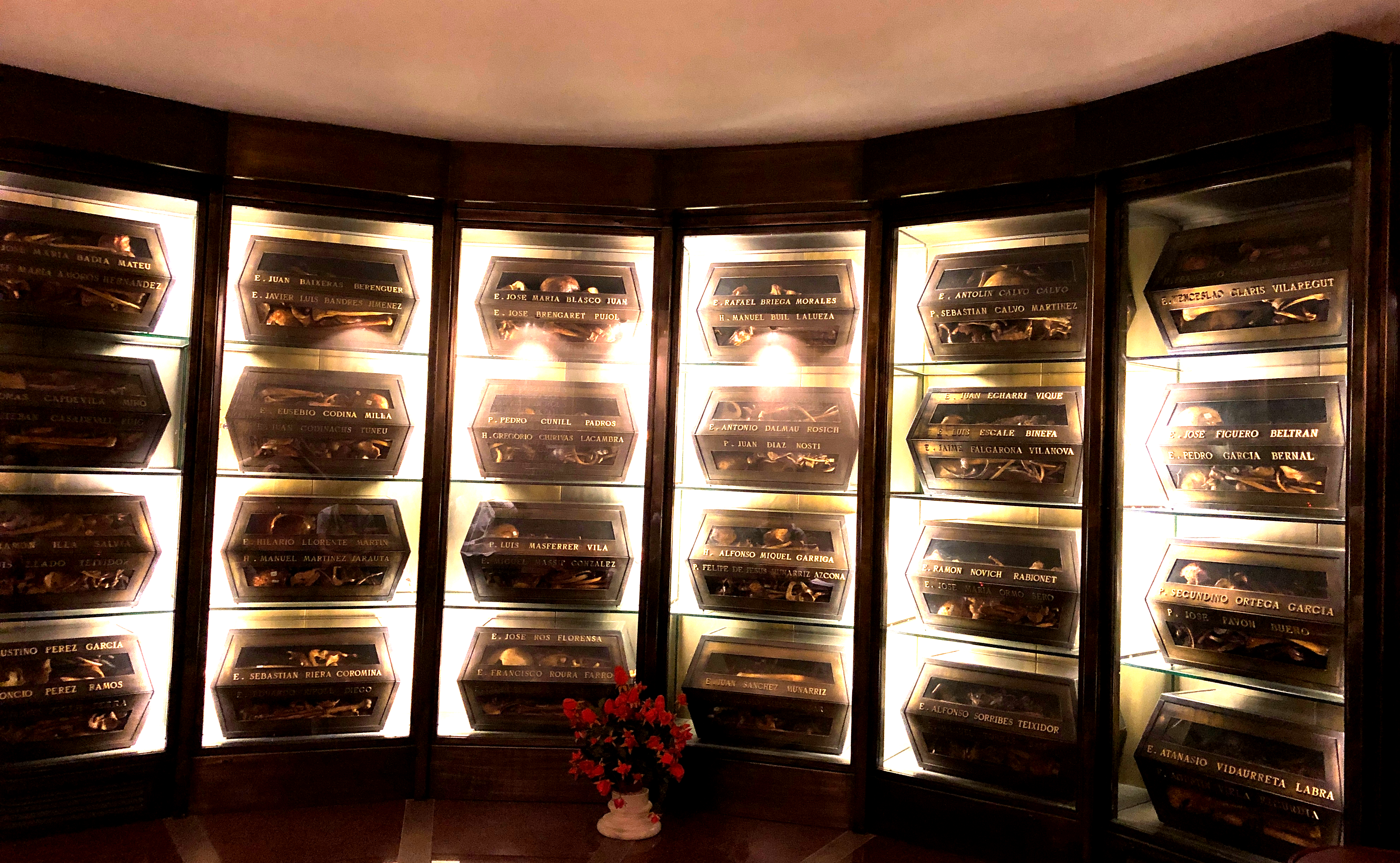
Cripta ubicata sotto all'altare della chiesa annessa al museo dei martiri Claretiani di Barbastro

Dopo la guerra, i resti dei martiri furono riesumati dalle fosse comuni e, grazie a delle medagliette metalliche cucite sulle loro tonache, è stato possibile risalire ai nomi delle singole persone. I resti sono oggi composti in teche e si possono venerare nella cripta della chiesa annessa al museo.
Il 20 maggio 1947 nella diocesi di Barbastro si aprì il processo informativo circa il martirio che si chiuse il 23 settembre 1949. L’8 febbraio 1961, invece, fu promulgato il Decreto sugli scritti. La dichiarazione di validità del processo, con Decreto del 9 febbraio 1990, portò alla trasmissione della “Positio super martyrio” alla Congregazione delle Cause dei Santi nello stesso anno.
A seguito della riunione della commissione teologica che si tenne il 4 febbraio 1992 e di quella dei cardinali e vescovi della Congregazione si arrivò, il 7 marzo 1992, alla promulgazione del Decreto sul martirio. La beatificazione avvenne a Roma, ad opera di Giovanni Paolo II, il 25 ottobre 1992.
La Chiesa cattolica lo ricorda il 18 agosto.